# Římskokatolická farnost – děkanství Náchod
Římskokatolická farnost – děkanství Náchod je územním společenstvím římských katolíků v rámci náchodského vikariátu královéhradecké diecéze.

## O farnosti

### Historie
Náchodská duchovní správa původně sídlila při kostele svatého Jana Křtitele ve Starém Městě nad Metují, kolem roku 1310 byla přenesena ke kostelu svatého Vavřince na náchodském náměstí. Kostel i s městečkem několikrát vyhořel a byl opět a opět obnovován. V roce 1566 byla vystavěna nová fara, svým zadním traktem zapuštěna zčásti do svahu zámeckého kopce (takže z pohledu od zámku působí dojmem přízemní stavby, i když je ve skutečnosti jednopatrová).

#### Přehled duchovních správců
- 1844–1900 R.D. Jan Evangelista Němeček (děkan)
- 1901–1911 R.D. František Antonín Pecka (děkan)
- 1911–1930 R.D. Josef Musil (děkan)
- 1930–1947 R.D. Ladislav Dragoun (děkan)
- 1930–1931 R.D. František Šíp (interkalární administrátor)
- 1952–1955 R.D. František Lukeš (interkalární administrátor)
- 1955–1958 R.D. Vladimír Hanáček (interkalární administrátor)
- 1958–1962 R.D. Oldřich Henych (interkalární administrátor)
- 1962–1970 R.D. Josef Žák (interkalární administrátor)
- 1970–1975 R.D. Eduard Seidl (interkalární administrátor a okrskový vikář náchodského vikariátu)
- 1975–1979 R.D. Jaroslav Haněl (interkalární administrátor)
  - 1976–1978 R.D. Václav Vacek (farní vikář)
  - 1978–1979 R.D. Jaroslav Šimek (farní vikář, po roce 1991 premonstrát, od r. 2013 opat želivský)
- 1979–1983 R.D. Jiří Koudelka (interkalární administrátor)
- 1983–1990 R.D. František Šotola (interkalární administrátor)
  - 1986-1988 R.D. Karel Moravec (farní vikář)
  - 1987-1989 R.D. Josef Blahník (výpomocný duchovní, penzista)
  - 1989–1990 R.D. Antonín Forbelský (farní vikář)
- 1990–1997 R.D. Josef Tajchl (děkan)
  - 1990-1991 R.D. Václav Groh (farní vikář)
  - 1992–1993 R.D. Zbigniew Czendlik (farní vikář)
- 1997–1998 R.D. Mgr. Jiří Prokůpek (děkan)
  - 1997-1998 R.D. Mgr. Vladimír Novák (farní vikář)
- 1998–2015 R.D. ThLic. Boguslaw Partyka (děkan)
  - 1998–2000 R.D. PhDr. Mgr. Jiří Pilz (farní vikář)
  - 2000–2002 R.D. Marek Szteliga (farní vikář)
  - 2002–2005 R.D. Mgr. et Mgr. Jaroslav Jirásek (farní vikář)
  - 2005–2007 R.D. Mgr. Jindřich Tluka (farní vikář)
  - 2006–2009 R.D. Mariusz Nowaczyk (farní vikář)
  - od r. 2010 R.D. Václav Hejčl (výpomocný duchovní)
- od 1. srpna 2015 R.D. Mgr. Zdeněk Kubeš (děkan)
  - 2019–2022 R.D. Bc.Th. František Filip (2019-2020 jáhen, od konce června 2020 farní vikář)
  - 2022–2023 ThLic. Matej Pinkas, Ph.D. (jáhen, kandidát kněžství)
  - od r. 2023 Jan Pecháček (2023 jáhen, od r. 2024 farní vikář)

## Současnost
Farnost má sídelního duchovního správce, který je zároveň ex currendo administrátorem ve farnosti Studnice. Ve farnosti zároveň působí ještě další kněz (jako výpomocný duchovní) a jáhen.
| Kostel                             | Místo                         | Bohoslužba                                       | Bohoslužba                              | Poznámka        |
| ---------------------------------- | ----------------------------- | ------------------------------------------------ | --------------------------------------- | --------------- |
| Kaple svatého Václava              | Česká Čermná                  | neděle čtvrtek                                   | 10.30 17.00                             | obecní kaple    |
| Kaple svatého Antonína Paduánského | Dobrošov                      | neslouží se pravidelně                           | neslouží se pravidelně                  | obecní kaple    |
| Kaple Panny Marie Lurdské          | Jizbice                       | neslouží se pravidelně                           | neslouží se pravidelně                  | obecní kaple    |
| Kaple Panny Marie                  | Kramolna                      | neslouží se pravidelně                           | neslouží se pravidelně                  | kaple           |
| Kaple Navštívení Panny Marie       | Lipí                          | pondělí                                          | 19.00                                   | obecní kaple    |
| Kostel svatého Vavřince            | Náchod                        | pondělí úterý středa čtvrtek pátek sobota neděle | 7.00 18.00 16.00 7.00 18.00 7.30 a 9.00 | farní kostel    |
| Kostel svatého Michaela            | Náchod                        | neděle                                           | 10.15 (uzpůsobená dětem)                | filiální kostel |
| Kaple Zvěstování Panně Marii       | Náchod                        | neslouží se pravidelně                           | neslouží se pravidelně                  | zámecká kaple   |
| Kostel sv. Jana Křtitele           | Náchod-Staré Město nad Metují | neslouží se pravidelně                           | neslouží se pravidelně                  | filiální kostel |
| Kaple svatého Jana Nepomuckého     | Pavlišov                      | neslouží se pravidelně                           | neslouží se pravidelně                  | kaple           |
| Kaple Božského srdce Páně          | Vysokov                       | neslouží se pravidelně                           | neslouží se pravidelně                  | kaple           |